# Liburuklik : Biblioteca Digital Vasca

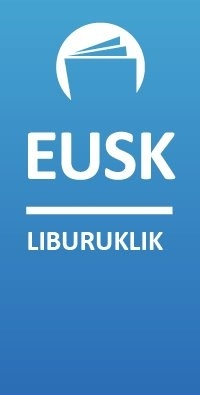
Liburuklik.

Liburuklik : Biblioteca Digital Vasca es un repositorio institucional que garantiza la conservación y difusión del patrimonio digital vasco, facilitando que cualquier persona interesada en la lengua y la cultura vasca pueda tener fácil acceso al mismo.
Liburuklik cuenta con numerosas obras digitalizadas, tanto monografías, como colecciones de revistas y prensa histórica vasca. Es un proyecto que se irá ampliando progresivamente con los fondos bibliográficos de cualquier biblioteca o institución que desee participar en este proyecto cooperativo, cuya finalidad es crear y consolidar la “Biblioteca Digital Vasca”.

## Búsquedas
Todas las imágenes almacenadas en Liburuklik están tratadas con OCR, y se pueden realizar búsquedas escribiendo cualquier palabra o término. Gracias al OCR, la aplicación hace una búsqueda rápida y exhaustiva en todo su fondo y, devuelve una relación con todos aquellos documentos que contengan el término de búsqueda que se ha introducido. Una vez que se selecciona el documento que nos interesa y se abre el documento en formato PDF, se puede continuar la búsqueda de términos: por autores, palabras, topónimos, etc., que ayuda a identificar y encontrar, de una forma más rápida y sencilla, la página o los datos concretos que se necesitan localizar.
En Liburuklik todos los documentos se visualizan tanto en formato JPG como en PDF, y para una mejor utilización de los recursos digitalizados todos los documentos se pueden guardar, imprimir o simplemente consultar en pantalla.

## Software
Sobre la arquitectura informática, Liburuklik es un repositorio OAI basado en código abierto. Se trata de un Dspace, un repositorio de software libre que cumple con los requisitos funcionales necesarios para acabar en Europeana, el destino final y deseado de cualquier tipo de proyecto que trata sobre patrimonio cultural digitalizado.
Desde el punto de vista profesional, el repositorio de Liburuklik cumple con todos los estándares necesarios tanto para la preservación como para la difusión de sus contenidos digitales, y proporciona, entre otras, las siguientes funcionalidades básicas como repositorio de material digital:

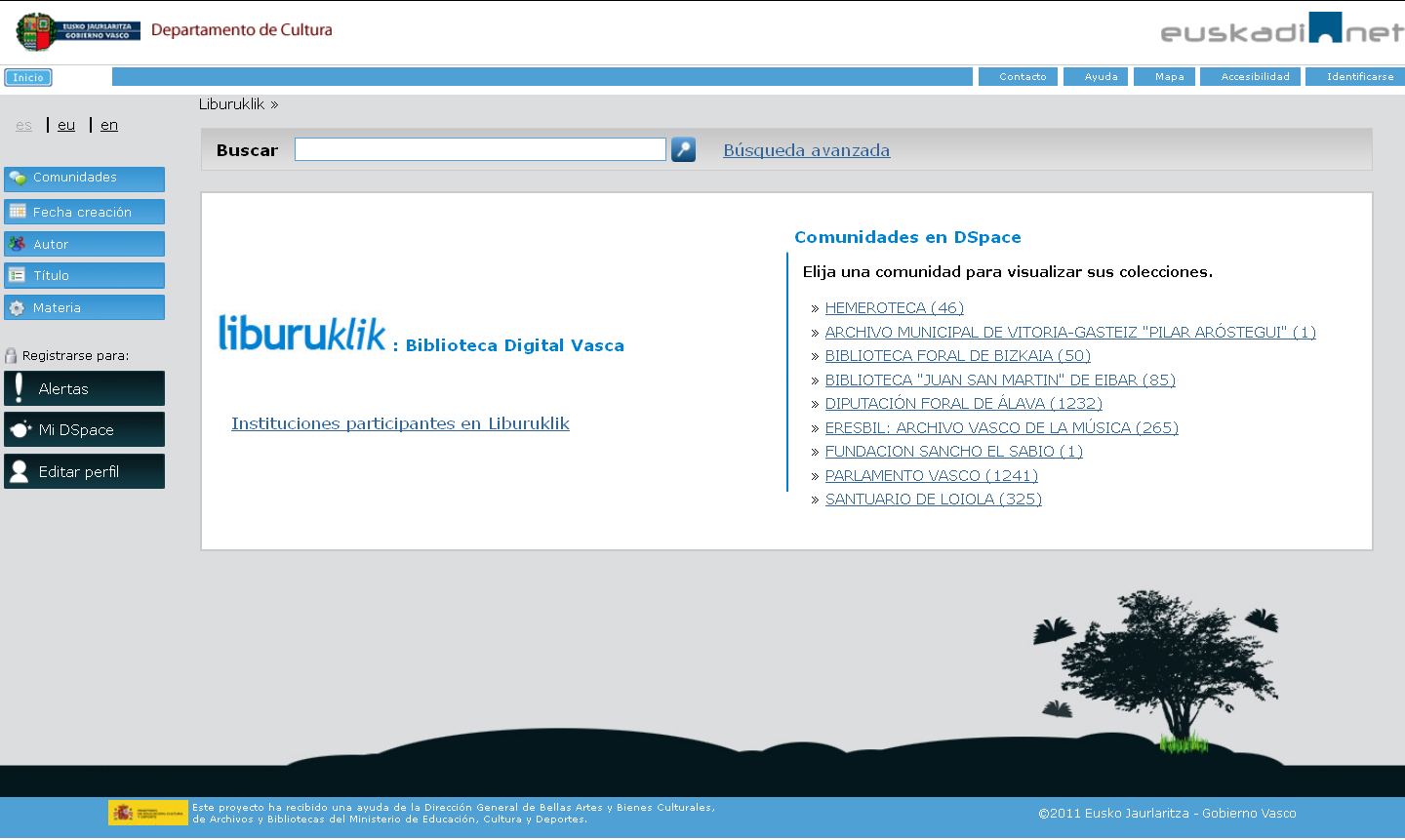
Página principal.

- Registros codificados nativamente en Dublin Core.
- Captura y descripción de material digital utilizando un módulo de workflow.
- Preservación de material digital, a través de identificadores internacionales handle y controles check-sum checker.
- Estadísticas anuales y mensuales.
- Control de acceso de usuarios.
- Validación de contenidos y filtros para la incorporación de ficheros.
- Soporta OAI-PMH, OpenURL, Creative Commons.
- Importación y exportación de Dublin Core, METs, etc.

Y también integra características avanzadas y/o originales, como:
- Google y HTML sitemaps, para permitir la indexación de contenidos a los web crawlers.
- Configuración de los parámetros de indexación y búsqueda (Lucene).
- RSS, media filters, configuración del esquema y los metadatos de importación.
- Vocabularios controlados y configurables para la descripción de ítems.
- Autenticación mediante password, X.509, LDAP.
- Dublin Core estándar y cualificado, mets, mods, objetos MPEG-21 DIDL, XSLT-based crosswalks.

## Usuarios
Los usuarios interesados en el uso de esta potente aplicación informática, se pueden dar de alta y crear un perfil de usuario, recibir alertas mediante correo electrónico o vía sindicación RSS, manteniéndose siempre al tanto de las novedades incorporadas a la biblioteca digital vasca. 
Además para las personas que quieran seguir la evolución o estar al tanto, el proyecto cuenta con una página oficial en Facebook, punto de encuentro virtual donde conocer de primera mano noticias relevantes o curiosas, y en el que se pueden compartir sugerencias y líneas de mejora entre las personas interesadas en esta biblioteca digital.
Liburuklik pretende fomentar la colaboración entre las distintas instituciones y administraciones vascas que son las que poseen el patrimonio bibliográfico.

## Citas
«Abian da Liburuklik, euskal liburutegi» (en euskera). EITB.com. Archivado desde el original el 1 de noviembre de 2011. Consultado el 8 de noviembre de 2012.
«Liburuklik – Biblioteca Digital Vasca». Alavanet.
«Liburuklik» (en euskera). Diputación Foral de Bizkaia.
«El nuevo portal Liburuklik permite acceder online a documentos y libros vascos anteriores a 1940: pruébalo». Euskalkultura.com.